# Matthew Reilly
Matthew John Reilly (Sydney, 6 oktober 1974) is een Australisch auteur van thrillers met een sterk plot boordevol actie, spanning en geweld.

### De Shane Schofield serie
- IJsstation (Ice station), 1998
- Ultimatum (Area 7), 2001
- Strijdperk (Scarecrow), 2003
- Hell Island, 2005
- Scarecrow and the Army of Thieves, 2011

### De Jack West Jr serie
- Het Geheim van Cheops (Seven Ancient Wonders), 2005
- De Stenen van Stonehenge (The Six Sacred Stones), 2007
- Het pact van Paaseiland (The Five Greatest Warriors), 2011